# Kruh in ljubezen
Kmečka povest Kruh in ljubezen (1981) je edino literarno delo Jožeta Petka.
Ljubezen in kruh pa sta dve stvari. Potrebni sta obe, a za obe potrebuješ čas. Zato se ženem pri delu, da bi imela oboje: kruh in ljubezen ali ljubezen in kruh, kakor pač hočeš postaviti. (Petek 1981: 222)

## Vsebina
Soseda Kotarjev Ivan in Vrbnikov France prideta v Dravsko dolino in se zaposlita pri gozdnem gospodarstvu. Želita si v mesto, vendar tam ne bi dobila dela. Začasno bivališče imata pri gospodarju Tonetu Zbašniku. Spoznata nečakinjo Anico, ki si izbere manj zadržanega Ivana. Z njim bi se takoj poročila, ko bi le hotel ostati na kmetiji njenega očeta. Aničin oče Peter zaradi strahu pred izgubo gozda išče tolažbo v gostilni. Želi si hčerine poroke z bogatim Hrastovim Mirkom, Anici pa misli kar naprej bežijo k delavcu Ivanu.
Zbašnikov Tone sreča starega prijatelja Mihaela Smrečnika, ki na svoji kmetiji živi s hčerko Tončko in vnukom. Tone prijatelju obljubi pomoč pri iskanju ženina. Izbere Franceta, ki razmišlja bolj trezno in odraslo. Tončka in France se zbližata. Smrečnik ju opazi in povabi v hišo, kjer se s Francetom pomenita o njihovi stari in razpadajoči kmetiji. Ivanu je Anica dobra le za družbo, France in Tončka pa se zaradi naklonjenosti poročita. Z Mihaelovo podporo France že dela načrte za prenovo kmetije. Zavistni kmetje iz okolice se posmehujejo njegovim neuresničljivim načrtom. France in Tončka se poročita, Ivan pa Anici daje le prazne obljube o poroki in večni zvestobi. V strahu pred izgubo se mu vda in mu s tem pokaže neizmerno ljubezen. Ker je Ivan všeč tudi Aničinemu očetu, se Anica in Ivan poročita.
V Zbašnikovi družini raste napetost. Ivan želi nekaj denarja zase in s tastom Petrom se spreta. Zaradi rivalstva med kmetijama Peter ob srečanju s Francetom požre ponos in začne pogovor. Zavida mu pridnost, želi si, da bi on prišel k njim namesto Ivana. Po ponovnem prepiru z Ivanom se Peter napije v gostilni in na poti domov pade v grmovje. Zaradi podhladitve v bolnišnici umre. Po vasi se širijo govorice o krivcu za Petrovo smrt, Ivanova želja po odhodu pa se le veča. Mihaela Smrečnika zadane možganska kap, saj si ni mogel odpustiti malomarnosti in krivde za vnukovo smrt. 
Na koncu romana se para zamenjata. Obupana Tončka ne prenese več revščine, z Ivanom odide v mesto, kjer se zbližata. Tudi pri Francetu in Anici se nakazuje skupno življenje.
O delu ni najti literarnih kritik.